# ハロプロギン
ハロプロギン(Haloprogin)は、足白癬やその他の菌感染症の治療に用いられる抗真菌薬である。Halotex、Mycanden、Mycilan、Polikの商標名でクリームが市販された。

## 作用
ハロプロギンは、かつては1%の局所用クリームとして用いられ、主に皮膚の白癬の治療のために処方薬として販売された。作用機構は未知である。
ハロプロギンは、炎症、火傷、小水疱形成、痒み等の副作用を高確率で伴う。そのため、より副作用の少ない抗真菌薬が開発されたことで、販売が終了した。